# Отворено првенство Катара за мушкарце 2002.
Отворено првенство Катара за мушкарце 2002 (познат и под називом Qatar ExxonMobil Open 2002) је био тениски турнир који је припадао АТП Интернационалној серији у сезони 2002. То је било десето издање турнира који се одржао на тениском комплексу у Дохи у Катару од 31. децембра 2001. — 6. јануара 2002. на тврдој подлози.

## Носиоци
| Држава | Играч               | Позиција1 | Носилац |
| ------ | ------------------- | --------- | ------- |
| РУС    | Јевгениј Кафељников | 4         | 1       |
| ХРВ    | Горан Иванишевић    | 12        | 2       |
| ШПА    | Алберт Портас       | 20        | 3       |
| ЧЕШ    | Јиржи Новак         | 29        | 4       |
| ЧЕШ    | Бохдан Улихрах      | 32        | 5       |
| МАР    | Јунес ел Ајнауи     | 38        | 6       |
| НЕМ    | Рајнер Шитлер       | 43        | 7       |
| ШПА    | Феликс Мантиља      | 45        | 8       |

- 1 Позиције од 24. децембра 2001.[1]

### Други учесници
Следећи играчи су добили специјалну позивницу за учешће у појединачној конкуренцији:
- Карим Алами
- Седрик Пиолин
- Насер-Ганим ел-Хулаифи

Следећи играчи су ушли на турнир кроз квалификације:
- Џулијан Новле
- Кристијано Карати
- Олег Огородов
- Радек Штјепанек

## Носиоци у конкуренцији парова
| Држава | Играч         | Држава | Играч          | Носиоци |
| ------ | ------------- | ------ | -------------- | ------- |
| САД    | Доналд Џонсон | САД    | Џаред Палмер   | 1       |
| ЧЕШ    | Јиржи Новак   | ЧЕШ    | Давид Рикл     | 2       |
| БАХ    | Марк Ноулз    | КАН    | Данијел Нестор | 3       |
| ЧЕШ    | Петр Пала     | ЧЕШ    | Павел Визнер   | 4       |

### Други учесници
Следећи играчи су добили специјалну позивницу за учешће у конкуренцији парова:
- Ларс Бургсмилер/ Седрик Пиолин
- Рајнер Шитлер/ Михаил Јужни
- Карим Алами/ Јунес ел Ајнауи

## Шампиони

### Појединачно
Јунес ел Ајнауи је победио  Феликса Мантиљу са 4:6, 6:2, 6:2.
- Ел Ајнауију је то била прва (од три) титуле те сезоне и трећа (од пет) у каријери.

### Парови
Доналд Џонсон /  Џаред Палмер су победили  Феликса Мантиљu /  Андреја Ољховског са 6:3, 6:1.
- Џонсону је то била прва (од две) титуле те сезоне и 22-га (од 23) у каријери.
- Палмеру је то била прва (од три) титуле те сезоне и 23-та (од 28) у каријери.